# Wilhelm von Humboldt Online Privatschule
Die Wilhelm von Humboldt Online Privatschule bietet Bildung in deutscher Sprache für Schüler außerhalb Deutschlands.

## Geschichte
Die Wilhelm von Humboldt Online Schule wurde 2020 gegründet. Der Fokus liegt auf der Bildung in deutscher Sprache für Schüler außerhalb Deutschlands.
Zu Beginn gab es das Gymnasium mit zwei Klassen in der Unterstufe. Sukzessiv wurden die Klassen der Mittelstufe bis zur Klasse 10 erweitert. Ab dem Schuljahr 2021/22 wurde die Grundschule und seit dem Schuljahr 2023/24 die gymnasiale Oberstufe hinzugefügt.

## Standort
Die Schule unterscheidet sich von herkömmlichen Bildungseinrichtungen, da sie keinen physischen Standort hat. Der Unterricht findet in einer virtuellen Klassenraumatmosphäre statt, die es Schülern ermöglicht, von verschiedenen Orten aus teilzunehmen.

## Schulprofil
Die Wilhelm von Humboldt Online Schule bietet Online-Liveunterricht an, der auf den Bildungsstandards der Kultusministerkonferenz (KMK) basiert. Die Schule ermöglicht staatlich zugelassene Abschlusskursvorbereitungen in Zusammenarbeit mit der 2021 gegründeten Humboldt Fernschule. Die Schüler können dann staatlich anerkannte Schulabschlüsse als Externenprüfung ablegen. Der Vorbereitungskurs für den  mittleren Schulabschluss ist von der  staatlichen Zentralstelle für Fernunterricht seit April 2023 zugelassen. Der Vorbereitungskurs für das  Abitur ist von der  staatlichen Zentralstelle für Fernunterricht seit März 2024 zugelassen.
Die Lehrkräfte sind staatlich ausgebildete Pädagogen mit Erfahrung an deutschen Schulen.
Die Schule hat über 350 Schüler aus verschiedenen Ländern, die von der flexiblen und internationalen Lernumgebung profitieren. Die Wilhelm von Humboldt Online Privatschule nutzt Microsoft Office 365 sowie Online-Arbeitsbücher. Der Unterrichtsbeginn ist um 14 Uhr  Mitteleuropäischer Zeit.

## Außerschulische Angebote
Neben dem virtuellen Unterricht bietet die Schule außerschulische Projekte an, die von Lehrerinnen und Lehrern, der Schülerschaft oder von den Eltern organisiert und durchgeführt werden.

## Belege
1. ↑  Kurzbeschreibung des Fernlehrgangs. In: Staatliche Zentralstelle für Fernunterricht. Staatliche Zentralstelle für Fernunterricht, abgerufen am 5. Dezember 2023.
2. ↑  Kurzbeschreibung des Fernlehrgangs. In: Staatliche Zentralstelle für Fernunterricht. Staatliche Zentralstelle für Fernunterricht, abgerufen am 23. März 2024.